# OrangeHRM
OrangeHRM es un software de licencia abierta GNU que brinda soluciones para pequeñas y medianas empresas en el área de recursos humanos (HRM en inglés Human Resources Manager que se traduce como "Administrador de Recursos Humanos).
OrangeHRM se divide en dos versiones:
- OrangeHRM
- OrangeHRM Live (pago)

## Módulos
- Administración: Es el módulo central de control de OrangeHRM, el que realiza todas las tareas. Incluye la estructura de la organización, la escala de pago, mantiene la información y define los derechos y permisos de los usuarios.
- Administrador de la Información del Personal: Es la base de datos con la información de los empleados, se tiene en cuenta para la productividad.
- Licencias (Leave): Es el módulo que permite la programación de días no laborables, vacaciones o similares. Puede procesar balances e historial.
- Horario: Organiza la información de las tareas realizadas, minimizando los errores que puedan suceder.
- Servicio de Empleado (ESS): Permite que los empleados de la compañía puedan actualizar la información propia por Internet. En cuanto a la seguridad, debe poseer permiso para modificarla, sino simplemente la verá.
- Beneficios: Define los beneficios médicos y de cobertura y permite definir nuevos beneficios por tipo, proveedor u otros. Los beneficios son individuales y puede visualizarse el historial de los mismos.
- Reclutamiento/Aspirantes: Mantiene la información de los aspirantes.
- Rendimiento: Sirve para controlar el rendimiento de los empleados para mejorar los éstandares.[1]